# Guayaquila brunnea
Guayaquila brunnea är en insektsart som beskrevs av William D. Funkhouser. Guayaquila brunnea ingår i släktet Guayaquila och familjen hornstritar. Inga underarter finns listade i Catalogue of Life.